# Rumpelstiltskin

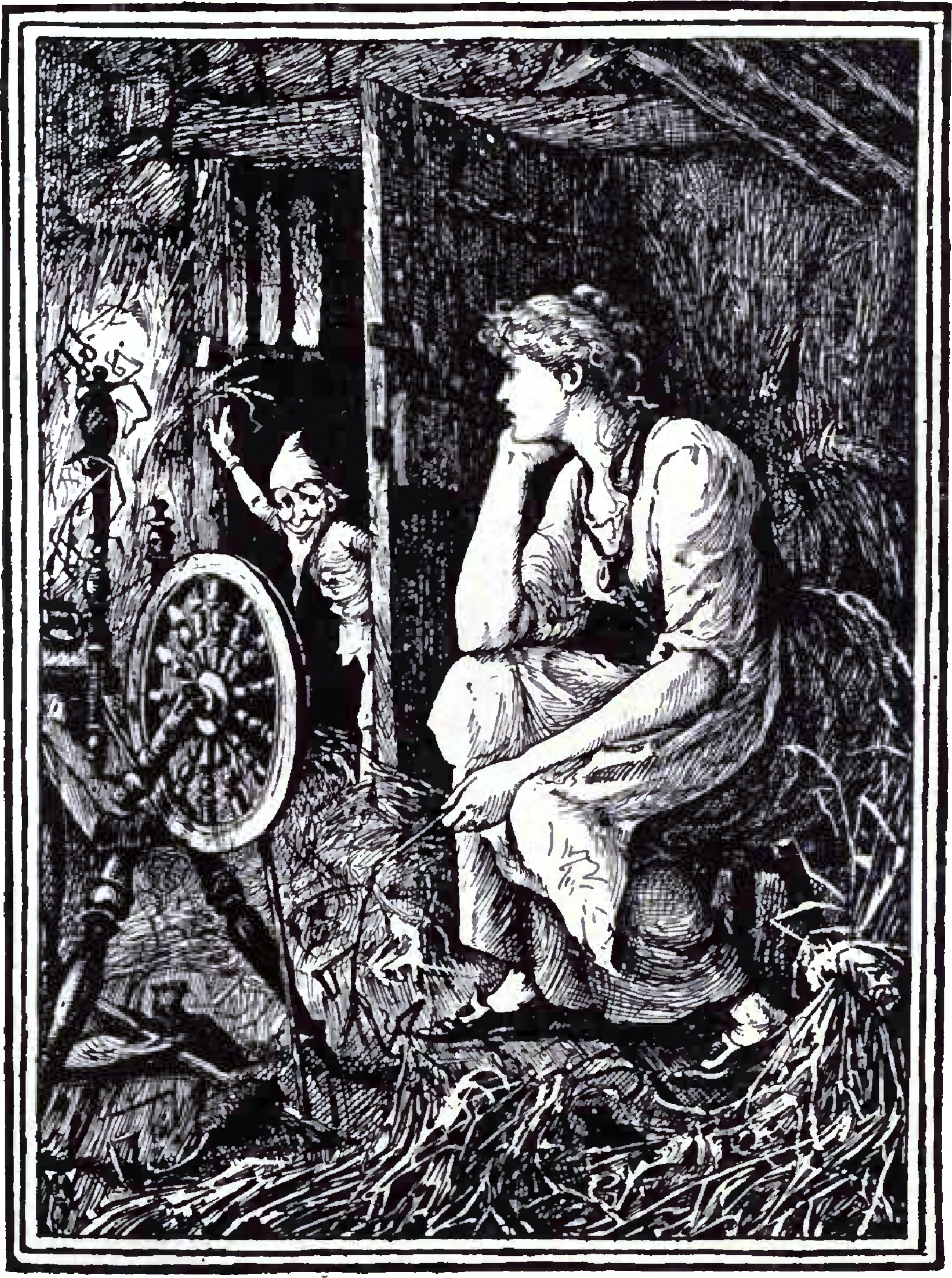

Rumpelstiltskin, även Päronskaft, Titteliture, Bulleribasius och Den elaka dvärgen, (tyska: Rumpelstilzchen) är en saga som antas ha tyskt ursprung som finns med i samlingsboken Bröderna Grimms sagor från 1812. Studier har påvisat att historien kan vara flera tusen år gammal.

## Namnet
Namnet på varelsen Rumpelstilzchen betyder ordagrant ungefär "Bullerstyltis" eller "[liten] bullerstylta", av tyska rumpeln, "att bullra", och Stilzchen, av Stelzchen, vilket är diminutiv av Stelze, "stylta".

## Handling
En mjölnare påstår att hans dotter kan spinna guld av halm, och ryktet når traktens kung. Kungen stänger då in dottern i ett torn fyllt med halm och en spinnrock, och hotar henne till livet om hon inte spinner det till guld. När hon nästan har givit upp hoppet, kommer en småväxt figur dit och åtar sig att utföra uppgiften mot betalning. Kungen tar då henne till ett nytt rum med halm, och hon får åter hjälp av varelsen. På den tredje dagen, har flickan inte längre något att betala med eftersom hon givit bort sitt halsband och sin ring, men lovar varelsen, alternativt blir tvingad, att hon skall betala med sitt förstfödda barn. Kungen har lovat att gifta sig med henne om hon lyckas.
När flickans första barn är på väg, dyker varelsen upp och kräver vad han blivit lovad. Flickan erbjuder allt hon kan, men till slut går varelsen med på att låta barnet vara – om hon kan gissa hans namn inom tre dagar. Efter att inte ha lyckats, går flickan – alternativt en spejare – ut i skogen, och får där se varelsen dansande och triumferande och han avslöjar sitt namn, Rumpelstiltskin. När flickan nästa morgon gissar rätt, förlorar han barnet och sitt humör. Vad som händer med Rumpelstiltskin i slutet varierar, vissa slut är mycket brutala.

## Andra verk
Rumpelstiltskin är antagonisten i den tecknade filmen Shrek 4 – Nu och för alltid från 2010, i vilken han heter Bullerskaft i den svenska dubbningen.

## Fotnoter
1. ↑  ”Fairy-tale origins thousands of years old, researchers say” (på brittisk engelska). BBC News. 20 januari 2016. https://www.bbc.com/news/uk-35358487. Läst 22 maj 2021.